# 取消主义
取消主义（俄语：Ликвидаторство）是俄国社会民主工党内部的一股思潮，其支持者被称为“取消派”。取消派的主要代表人物是帕维尔·阿克雪里罗得、亚历山大·波特列索夫和费奥多尔·唐恩。1905年俄国革命失败后，彼得·斯托雷平开始推行改革，革命运动陷入低潮。取消派因受到斯托雷平的反革命暴力的威胁，放弃革命纲领和口号，反对布尔什维克提出的在革命低潮时期应利用一切公开机会开展合法斗争，以掩护党的秘密组织，保存和发展革命力量的策略。他们主张工人阶级应与资产阶级妥协，与斯托雷平政府达成和解，以换取沙皇政府的警察允许党合法存在。他们否认阶级斗争和无产阶级在资产阶级民主革命中的领导作用，反对工人罢工和所有群众性的革命斗争，并提出了建立“公开的工人党”和“为公开党而斗争”的口号。他们试图取消党的秘密组织和停止秘密的革命活动，将党的活动限制在合法范围内，以换取斯托雷平政府对“工人党”存在的承认。因此，取消派又被称为“斯托雷平工党”。1908年12月，俄国社会民主工党在法国巴黎召开第五次代表会议，根据弗拉基米尔·列宁的提议，谴责了取消派，称之为“右倾机会主义”。1912年1月，俄国社会民主工党召开第六次代表会议，将取消派开除出党。